# زوکارو
زوکارو (به انگلیسی: Zurcaroh) گروه رقص اتریشی به سرپرستی و طراحی رقص رقاص برزیلی پترسون دا کروز هورا می باشد. زوکارو دارنده زنگ طلایی در استعدادیابی فرانسه و دارنده مقام دوم آمریکا استعداد دارد در فصل سیزدهم می باشد. این گروه شامل 31 رقصنده می باشد که توسط پترسون دا کروز هورا پرورش یافته است. اعضای این گروه در تمام سنین از کودک شش ساله تا مرد چهل ساله می باشند.